# Molino de Basinagre

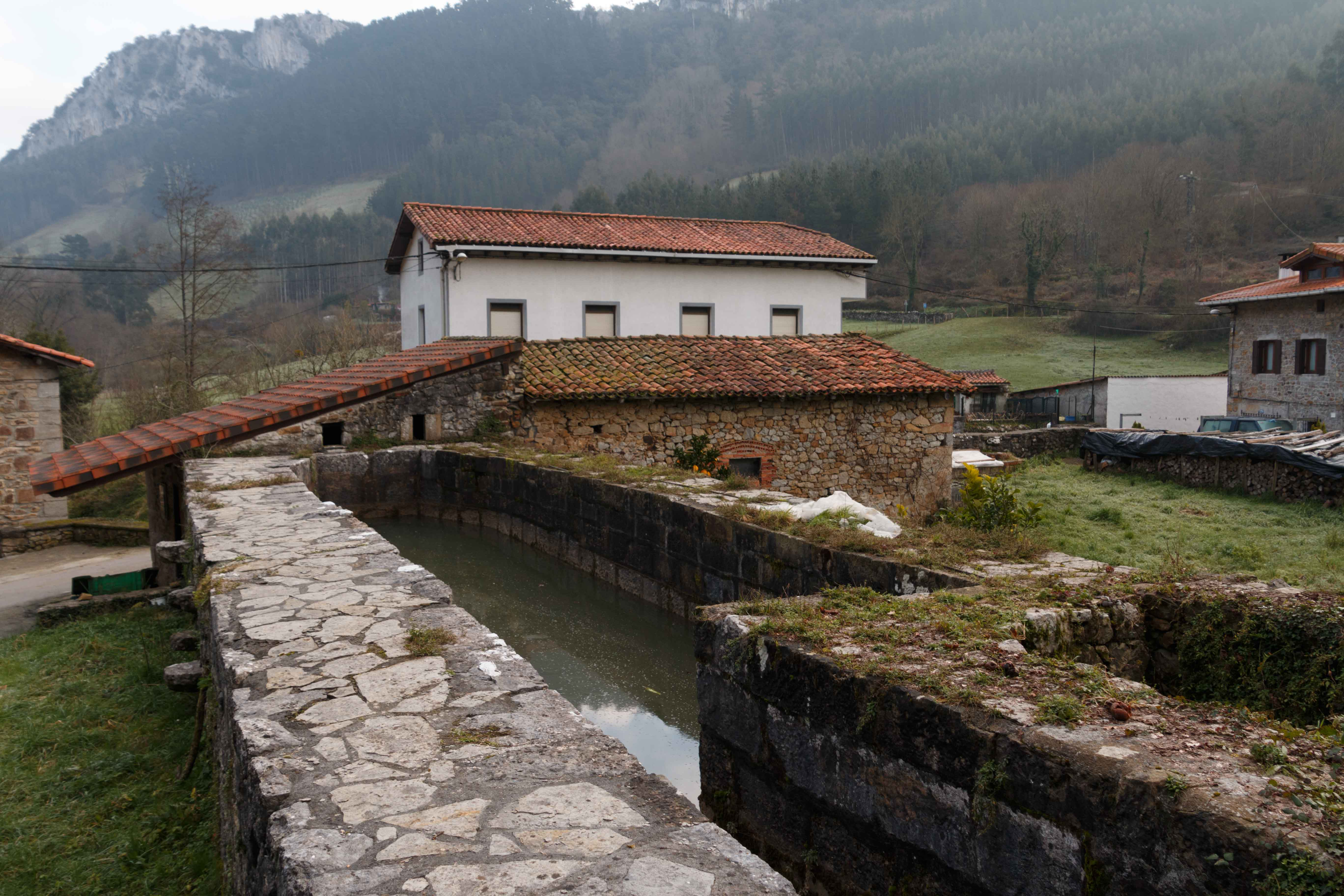
Vista del molino Basinagre Errota, ubicado en un entorno rural con arquitectura tradicional y canales de agua, utilizado históricamente para moler grano.

El molino de Basinagre de Trucios (Vizcaya, País Vasco, España) es un molino hidráulico de represa del que las primeras referencias son del siglo XVIII. Formaba un conjunto residencial y productivo característico de los grandes mayorazgos con la ferrería desaparecida en 1830, con la habitación del molinero anexa al molino, y un caserío barroco del siglo XVIII, casa torre transformada en palacio del antiguo administrador. Consta de los siguientes elementos:

## Como parte de la infraestructura hidráulica
- a) La presa es de unos 20 metros de largo, tiene una rampa escalonada y su apariencia externa es de hormigón. La compuerta es de chapa metálica, colgada de una cadena, con un torno superior en madera encajado en unas muescas en las rocas laterales.

- b) El canal nace en la margen izquierda del río Agüera con una longitud de 365 metros hasta el arca de agua. Es un canal excavado en la tierra, de anchura aproximada de metro y medios. Los tramos iniciales y finales del mismo presentan fábrica de mampostería contra el terreno. Lo cruza un pequeño puente hacia la mitad del trayecto y tiene dos sangraderas o aliviaderos, uno muy próximo a la compuerta.

- c) El arca de agua o cubo del molino es de planta irregular más estrecha en la embocadura. Las medidas son de 14,50 metros de largo por 5,8 metros de ancho, con un grosor de muros de 1,3 metros. La fábrica es de sillería caliza, bien labrada y presenta una buena conservación.

- d) La estolda o espacio donde se alojan dos ruedas hidráulicas que reciben la presión del agua acumulada en el arca se localiza bajo la sala de molienda y se puede observar desde su interior. La estolda forma un túnel bajo la carretera de acceso con una bóveda en arco de medio punto tosco de piedra irregular, sin labra. Un desagüe de 35 metros devuelve el agua al río Aguera.

## Como parte integrante del Molino
- a) La construcción del edificio en sí, de planta rectangular de modestas dimensiones, aproximadamente 16 metros cuadrados en una única planta de escasa altura, con cobertura de teja árabe a un agua paralela a la fachada de acceso. El molino es de fábrica de mampostería con esquinales en sillería y en líneas generales presenta un aspecto pobre, sin ningún tipo de ornamento o decoración. El acceso principal se presenta lateralmente respecto al vial de acceso, en orientación noroeste.

La única puerta de entrada es de madera y se sitúa en la fachada noroeste perpendicular al vial de acceso, mientras la fachada noreste, al vial, es completamente ciega. La parte trasera queda prácticamente oculta por el arca de agua elevada sobre el plano de acceso y presenta una abertura para permitir la entrada del agua al molino, mientras la fachada sudeste es una medianera con otro edificio.
Interiormente el edificio contiene exclusivamente la sala de molienda en un único espacio sin divisiones, que consta del pasillo de servicio en correspondencia con la puerta de entrada en el lado derecho y en el lado izquierdo ocupando mayor superficie el banco con dos pares de muelas.
- b) Los distintos componentes de la maquinaria, que son:

Las muelas son de arenisca y constan de dos ruedas circulares levemente convexas, el durmiente y la volante. La durmiente es una rueda estática, fija mediante hormigón. La volante se mueve por el eje vertical de transmisión y rota sobre la durmiente. Ambas piedras presentan leves incisiones o canales y las volantes están ocultas por sendas coronas o guardapolvos hexagonales de madera de aproximadamente 40 cm de altura. La volante se puede mover también en vertical para regular el grado de molienda. Al objeto de montar y desplazar las muelas se conserva un pescante de madera.
Dos tolvas como cajas prismáticas, a modo de embudos, en las que se deposita el grano, sobre cada uno de los pares de muelas. Son de madera y sección troncopiramidal, se alimentan manualmente y tiene capacidad para 100 kg, los clavos de forja para su construcción son del siglo XIX.
Dos estructuras auxiliares, a modo de andamiaje, sustentan cada tolva y sirve para colocar la "carraca", que junto con el "cadillo" y una fina cuerda forman un conjunto que golpea y e inclina la caja móvil situada en la parte inferior de la tolva, regulando la caída del grano hasta el ojo de los guardapolvos y de la rueda.
Dos ejes verticales de madera de roble de sección cuadrangular de 3,25 metros de longitud son la unión entre los rodetes y la volante. Cada eje o árbol presenta en su extremo inferior una rueda hidráulica metálica. La base de los ejes queda empotrada mediante un elemento de bronce llamado quicio.
El molino de Basinagre posee un alto grado de conservación de sus componentes y mantiene todas las infraestructuras necesarias para su funcionamiento, incluyendo materiales auxiliares, siendo representativo del funcionamiento de esta actividad económica, hoy desaparecida y meramente simbólica, que forma parte de la historia industrial y social de numerosos pueblos de Euskadi.